# ドーセット
ドーセット（英: Dorset, [ˈdɔːrsɪt], DOR-sit）は、イギリスのサウス・ウェスト・イングランドにある典礼カウンティ。かつてはドーセットシャー (Dorsetshire) と呼ばれた。北西でサマセット、北および北東でウィルトシャーと、東でハンプシャーと、南東でソレント海峡をはさみワイト島と、西でデヴォンと隣接し、南はイギリス海峡に臨む。最大の町はボーンマス、州都（カウンティ・タウン）はドーチェスターである。
面積は2,653平方キロメートル、人口は約80万人。その半数は南東ドーセット都市圏 (conurbation) に集中しており、ボーンマス、プール、クライストチャーチといった主要な町もこの域内にある。それ以外の地域は大部分が農村部で、主要な町としてはウェイマスとドーチェスターが挙げられる。行政上はボーンマス・クライストチャーチ・アンド・プール (BCP) とドーセットのふたつの単一自治体からなる。ボーンマスとクライストチャーチは、かつてはドーセットではなくハンプシャーの一部であった。
地形的にはチョークの丘陵と石灰岩の急峻な尾根、それに粘土質の平野からなる。沿岸部は、その地理学・古生物学における重要性から、大部分がジュラシック・コーストとして世界自然遺産に登録されている。沿岸部の特徴的な地形としてはラルワース湾、ポートランド島、チェシル・ビーチ、ダードル・ドアなどがある。州北部にはクランボーン・チェースと呼ばれる、チョークの丘陵が広がる。州内の最高地点は、南西部のルースドン・ヒル（標高279メートル）である。
新石器時代からケルト時代、ローマ時代にかけての遺跡が発見されているが、中世初期になるとサクソン人が到来し、7世紀ごろからカウンティの発展がはじまった。8世紀にはヴァイキングが到来したが、これは記録に残るなかでもイギリス諸島で最も古い部類に入る。1348年には、メルコム・レジスでイングランド最初のペスト（黒死病）患者が発生した。歴史的には数多くの騒乱の舞台となり、イングランド内戦時には蜂起したクラブメン（自警団）がシャフツベリー郊外でオリバー・クロムウェルの軍勢に撃破された。絶望的なモンマスの反乱はライム・レジスではじまった。また、ドーセットの農場労働者の集まりであるトルパドル・マーサーズは労働組合運動の組織化に重要な役割を果たした。第二次世界大戦中にはノルマンディー上陸作戦の準備拠点となり、主にポートランドとプールの港が主要な積み込み地点となった。産業はかつては農業が中心であったが、いまは観光業がさかんである。

## 地名の由来
ドーセットという地名は、カウンティ・タウンのドーチェスターに由来する。この町は紀元1世紀、古代ローマが建設したドゥルノワリアという植民市を起源とする。これは「こぶし大の石の場所」という意味の共通ブリトン語がラテン語化したものと考えられている。サクソン人はこの町を Dornwaraceaster （-ceasterという接尾辞は「ローマの町」を意味する）と呼んだ。地名の初出は845年のアングロサクソン年代記で、10世紀になると Dorseteschyre（ドーセットシャー）とも記録されるようになった。

## 歴史
人類が初めてドーセットに到来したのは、紀元前8000年前後の中石器時代のことである。新石器時代の紀元前3000年ごろになると、定住民があらわれ、長さ10.5キロメートルにおよぶ祭祀用の構造物であるドーセット・サーカスなどを築いた。紀元前2800年ごろから青銅器時代に入ると、農耕民がドーセットの森林を開墾して農地とする一方、石灰岩の高い丘に円墳を築いた。鉄器時代には、ドゥロトリゲス族として知られる部族がカウンティ各地に一連のヒルフォートをめぐらせた。特に有名なメイデン・キャッスルは、ヨーロッパ有数の規模を誇る。
紀元43年の古代ローマによるブリタニア征服で、ドーセットにもローマ軍が到来した。メイデン・キャッスルはウェスパシアヌス麾下の第2軍団アウグスタによって占領され、近くにドゥルノワリアという入植地が建設された。古代ローマ時代には今日のハンプシャーとの州境近くにボカリー・ダイクと呼ばれる堀がめぐらされ、サクソン人の侵攻を150年にわたって食い止める役割を果たした。
しかし、7世紀末までにはサクソン人の支配下になり、ウェセックス王国の版図に組み込まれた。西サクソン人による征服の詳しい過程はわかっていないが、キャドワラが即位した685年から徐々に征服されていったとみられる。サクソン人はシェアボーンに司教区を設置し、ドーセットはシャイア（州）となった。以来、ドーセットの州境はほとんど変化していない。789年にはブリテン諸島初となるヴァイキングの攻撃がポートランド海岸で確認され、以後2世紀にわたってヴァイキングの攻勢にさらされることとなった。

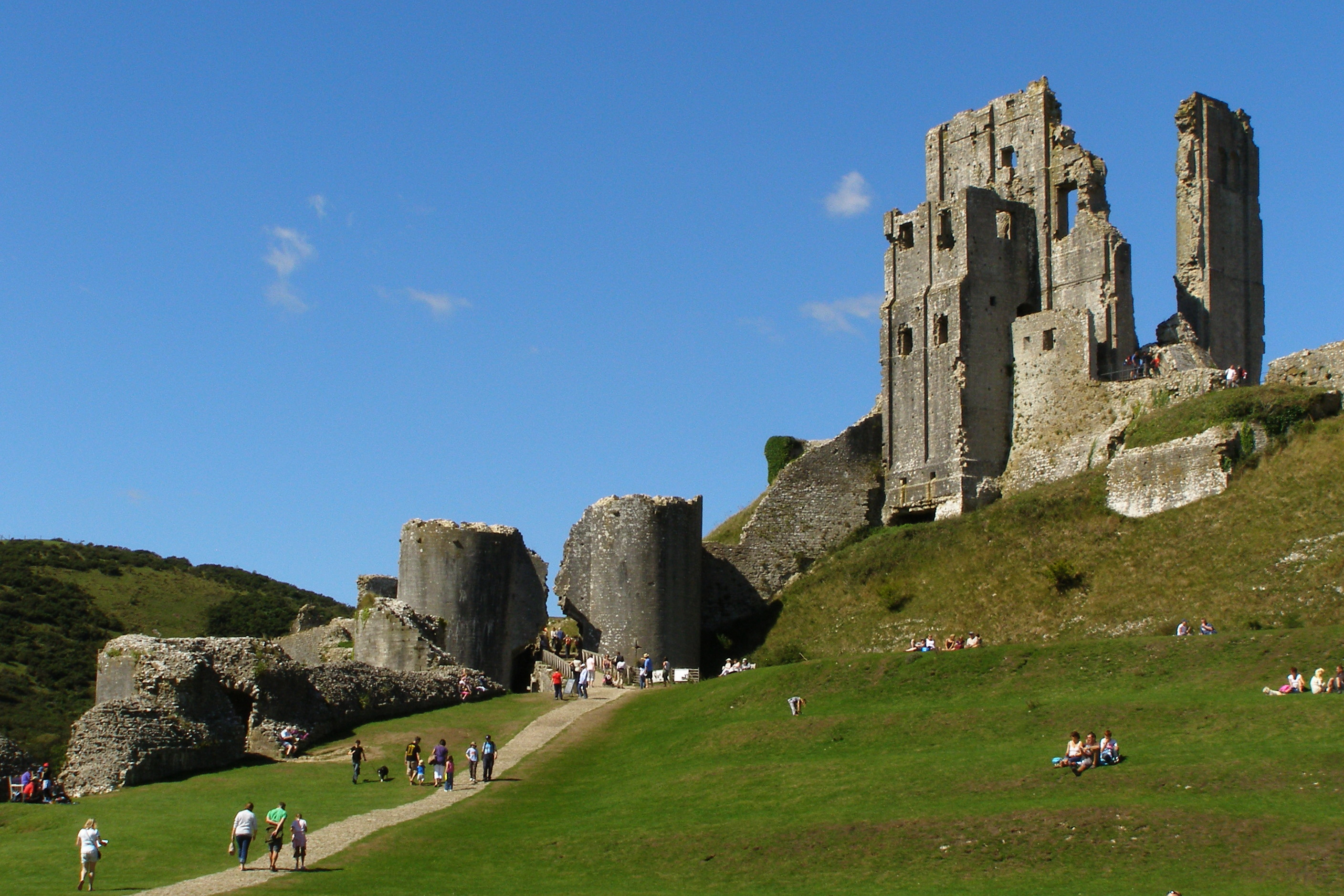
コーフ城

1066年のノルマン・コンクエスト以降はドーセットにおいても封建制が確立し、土地の大部分は聖俗諸侯のあいだで分割された。ノルマン朝は12世紀はじめ、コーフ城、ウェアハム城、ドーチェスター城といった城砦を各地に築き、支配の強化を図った。その後の200年間にわたり、ドーセットの人口は大幅に増加し、食糧需要にこたえてますます多くの土地が農場として囲い込まれた。毛織物貿易やパーベック・マーブル（大理石）の採石、ウェイマス、マルコム・レジス、ライム・レジス、ブリッドポートなどでの商業により、ドーセットは繁栄した。しかし、1348年、ガスコーニュからマルコム・レジスに到着した船便が腺ペストを持ち込むと、ドーセットは壊滅的な被害を受けた。一般的には黒死病として知られるこの疫病は急速に広まり、カウンティの人口の3分の1を奪った。薔薇戦争では、コーンウォールからウィルトシャーまで広範な地域に影響力をふるった初代デヴォン伯ハンフリー・スタッフォードの勢力圏となったが、戦後はヘンリー7世の侍従であるジルズ・ドビニーがドーセットにおいて有力となった。
ドーセットではヘンリー8世の修道院解散に対する抵抗はわずかで、シャフツベリー、サーン、ミルトンなど、各地の多くの修道院が民間に払い下げられた。1642年にはじまったイングランド内戦では、当初こそプールとライム・レジスを除く全域を王党派が握っていたが、その後の3年で議会派がほぼ情勢をひっくり返した。1645年には、クラブメン（戦時徴発に堪えかねた自警団員）の一揆が州内で発生した。2000人ほどのクラブメンの軍勢はハンブルドン・ヒルでフェアファックス卿麾下の議会派に戦いを挑んだが、あっさりかわされた。同年にフェアファックスがシェアボーン城を攻略、翌年にはドーセット最後の王党派の拠点であったコーフ城も調略によって陥落した。1685年にはジェームズ2世から王位を奪おうと目論むモンマス公がライム・レジスに上陸し、モンマスの反乱がはじまった。反乱後にはこれに加担したものを処罰するため、「血の巡回裁判」として知られる一連の裁判がドーチェスターで5日間にわたって行われ、ジェフリーズ判事は312件を裁き、うち74名の被告に死刑、175名に流罪、9名に公開の場での鞭打ち刑を言い渡した。1686年にはチャーバラ庭園でジェームズ2世の廃位をめぐる陰謀が話し合われ、のちの名誉革命の出発点となった。
18世紀には、密輸行為がドーセットの沿岸部で非常に横行した。州内の入り江や洞窟、砂浜は、ホークハースツといった海賊団が密輸品を陸揚げするうえで絶好のポイントとなった。プールはニューファンドランド漁業とのつながりを確立して州内一の商港となり、郊外の町や村でも衣料、綱や網などの手工業が発展した。しかし、石炭の資源に恵まれなかったため産業革命の恩恵にはほとんどあずかれず、農業主体の経済が長きにわたって続いた。1834年には、賃金の下落に抗議する6名の農場労働者が組合を結成し、近代労働組合運動の嚆矢となった。トルパドル・マーサーズとして知られるこの一団は「非合法な誓約」を行った罪で逮捕され、流罪の判決を受けたが、労働者階級の大規模な抗議運動をうけて釈放された。
第一次世界大戦で、ドーセットシャー連隊はソンムの戦いに送り込まれ、ドイツ軍の毒ガス攻撃によって多大な損害を受けた。大戦で死亡したドーセット出身兵は4500人にのぼり、ひとりの戦死者も出さなかった町や村（いわゆるThankful Village）は沿岸部のラングトン・ヘリング村だけであった。第二次世界大戦ではノルマンディー上陸作戦の準備拠点とされ、スタッドランドやウェイマスで上陸演習が行われたほか、タイナム村は演習場としてまるごと収用され廃村となった。上陸作戦当日（Dデイ）にはウェイマスやポートランド、プールの港から数万人の軍勢が出発した。また、タラント・ラシュトン空軍基地を飛び立ったグライダーはカーン付近で人員を投下し、トンガ作戦を遂行した。
戦後、ドーセットは休日の行楽地として人気となった。特にジョージ6世がウェイマスに足繁く通ったことで観光地として認知されるようになり、州内の海岸や海浜リゾート地、人口のまばらな農村部は毎年数百万人の観光客を迎えている。衰退傾向にある農業にかわって、観光業が州内の基幹産業として台頭している。

## 気候
グレートブリテン島の南岸という地勢の影響もあり、夏は温暖で冬はおだやかである。コーンウォールやデヴォンに比べれば、大西洋から吹きつける強風の影響は小さい。サウス・ウェスト・イングランドのほかの地域と同様、冬の気温は高く、平均4.5℃から8.7℃で推移する。しかし、夏の最高気温はデヴォンやコーンウォールより高く、19.1℃から22.2℃である。ドーセット・ダウンズのような丘陵地を除く、州内の年間平均気温は9.8℃ないし12℃である。
ドーセットやハンプシャー、ウェスト・サセックス、イースト・サセックス、ケントといった南海岸の各カウンティは日照時間がイギリスのほかの地域よりも長く、年間1,541時間から1,885時間に上る。年間降水量は地域によって差があり、南部や東部の沿岸部は700ミリから800ミリ、ドーセット・ダウンズ地方は1,000ミリから1,250ミリである。デヴォンやコーンウォールのほとんどの地域よりかは少ないが、東部のカウンティよりは多い。

## 人口統計
2001年の統計によると、ドーセット州の人口は390,980人である。かつては州の一部であったボーンマスに163,444人、プールに138,288人がいる。以下の統計は、この2つの地区を除いたものである。
州の人口の91.3%はイングランド内で生まれており、さらに95.2%は、イギリス内で産まれている。98.8%は白人であり、少数派民族の人口は極めて少ない。
78%はキリスト教徒であり、13.7%は特定の宗教を信仰していない。
ドーセット州はイースト・サセックス州の次に人口に占める高齢者の割合が多い州である。人口の25.9%が65歳以上であり、16歳から74歳までの人口の13.9%が引退している。イギリスの34州の中で最も低い出産率をもっており、わずか1000人当たり9.6である。イースト・サセックス州、デヴォン州についで、最も高い死亡率を示している。1996年には、その差が1056人に達し、人口が1000人当たり2.7人減少していた。しかし、1997年には7200人の移民がドーセット州とプール、およびボーンマスに移住している。これにより、1997年の人口増加率はケンブリッジシャー州についで高い、17.3%を示した。

## 主要な産業
ドーセットの伝統的な産業は、農業であった。しかし、農業の機械化に伴い、農業従事者は数を減らしている。また近年、競争が激化するにつれ、州の経済で農業の占める割合は低下を続けている。2002年に190,271haが農業に使われているが、1989年には198,558haが使われていた。同じ期間に主要な産業の1つである食用牛の数は240,413頭から178,328頭に減少しており、乳牛の数も102,589頭から73,476頭に減少している。羊と豚の数も同じように減少している。
19世紀の始めから、観光がドーセットのもう1つの産業の柱となっている。2002年には420万人のイギリス人と26万人の外国人旅行客が州を訪れており、7億8600万ポンドを支出している。外国人旅行客は、1998年に41万人を記録しているが、1999年には31万人に減少し、2001年には32万人と少し回復したものの、翌年には大幅に減少している。これは地球温暖化やイラク戦争などの影響が指摘されている。
ドーセットは特に目立った工業を持たず、平均の18.8%の雇用率に対し、イギリス全体で34州中30番目の14.6%に止まっている。
州の1人あたりのGDPは、平均の84%である。

## 市町村
ドーセットには、数多くの小さな村があるが、大きな町はわずかしかなく、市と呼ばれているものはない。最も大きな町は、南西の海岸沿いのリゾート町のボーンマスと伝統的な港町であるプール、それにクライストチャーチとその周りの村をあわせた集合都市である。この集合都市は、市と呼ぶのに相応しい規模を持っているが、法律的には別々の町である。19世紀の半ばごろには、プール港を中心とした小規模な町しかなかったが、ビクトリア朝時代に海水浴が広まったことで、ボーンマスはリゾート地として、州の南西部は高級リゾート地として発展していくことになる。例えば19世紀ごろはプールのサンドバンクス地区は農民にさえ、利用する価値のない土地として見捨てられていたが、現在では世界で3番目に地価の高い地区である。1974年に州境の変更があり、隣のハンプシャ州から、ボーンマスとクライストチャーチが州に組み込まれた。
州には他にも2つの大規模な集落があり、1つは州都のドーチェスターであり、もう1つは観光地として有名で、ジョージ3世も頻繁に訪れていたウェイマスである。
ブランドフォード・フォーラム、シェアボーン（ウェセックス王国の古都）、ギリンガム、シャフツベリー、スターミンスター・ニュートンは、伝統的な市が開かれていた場所であり、ブラックモア・ヴェールやハーディズ・ヴェールの村や農家の交流地である。ブランドフォードに、ホール・アンド・ウッドハウス社所有のバッジャー醸造所がある。同州のブリッドポート、ライム・レジス、それにウェアハムもかつて市が開かれていた場所が町になっている。
ドーチェスターの西の端に、ポンドベリーというニュータウンが作られた。チャールズ3世（当時皇太子）が設計を手伝い、命名している。商業地区と居住区が一体となるように設計されており、郊外のベッドタウン化や車社会に一石を投じるものとなっている。

## 交通
ドーセットとロンドンのあいだには、主要な鉄道路線が2本ある。イングランド西部幹線は、州北部のジリンガムとシェアボーンを通過する。ロンドンのウォータールー駅から西へ向かい、デヴォンのエクセターセントデイビッド駅に至る路線で、ドーセットの西部の住民に利用されている。一方、南西部幹線はボーンマス、プール、ドーチェスターといった州南部を通り、終点のウェイマスに至る。これに加えて、ハート・オブ・ウェセックス線がウェイマスからブリストルにかけて北へ延びる。また、スワネージ鉄道という保存鉄道がノーデン─スワネージ間の10キロメートルを結んでいる。
ドーセットは、高速自動車道路のないイングランドでも数少ないカウンティのひとつである。幹線道路 (trunk road) にはA303、A35、A31がある。ウェスト・カントリーとロンドンのあいだをM3経由で結ぶA303は、州の北西部を通る。A35はデヴォンのホニトンからブリッドポート、ドーチェスター、プール、ボーンマス、クライストチャーチを経て、ハンプシャーのサウサンプトンに至る。A31はベア・レジスでA35と接続したのち東へ向かい、ウィムバーン、フェーンダウンを通過し、ハンプシャーでM27となる。このほかの主要道路にはA338、A354、A37、A350が挙げられる。A338はボーンマスから北へ延びてハンプシャーのリングウッドやウィルトシャーのソールズベリに至る。A354は州南部のウェイマスから北東へ向かい、同じくソールズベリに至る。A37はドーチェスターとサマセットのヨーヴィルを結ぶ。A350はプールから北へ向かい、ブランドフォード、シャフツベリー、ウォーミンスターに至る。
船舶では、プール港からブリタニー・フェリーズがフランスのシェルブールへの便を、コンドル・フェリーズがチャネル諸島やフランスのサンマロへの季節限定便を運航している。プール港とポートランド港は、クルーズ船が接岸可能な規模を有する。ボーンマスの北6キロメートルのハーン村の外れにはボーンマス空港があり、定期便やチャーター便が発着している。
モアバス・アンド・ダモリーはカウンティに広範なバス路線網を有しており、特にボーンマスやプール、ウィムバーンといった主要な町のあいだでは頻繁に便を往復させている。また、ファースト・グループはウェイマスおよびブリッドポート地域でバスを運行している。ウェイマスからアクスミンスターまで、A35を行く定期路線は、ドーチェスター以西の鉄道空白地帯を補っている。ジュラシック・コースターは州の沿岸部をカバーしている。イエロー・バスはボーンマスとその郊外地域でバスを運行していたが、2022年に営業を終了した。

## 文化

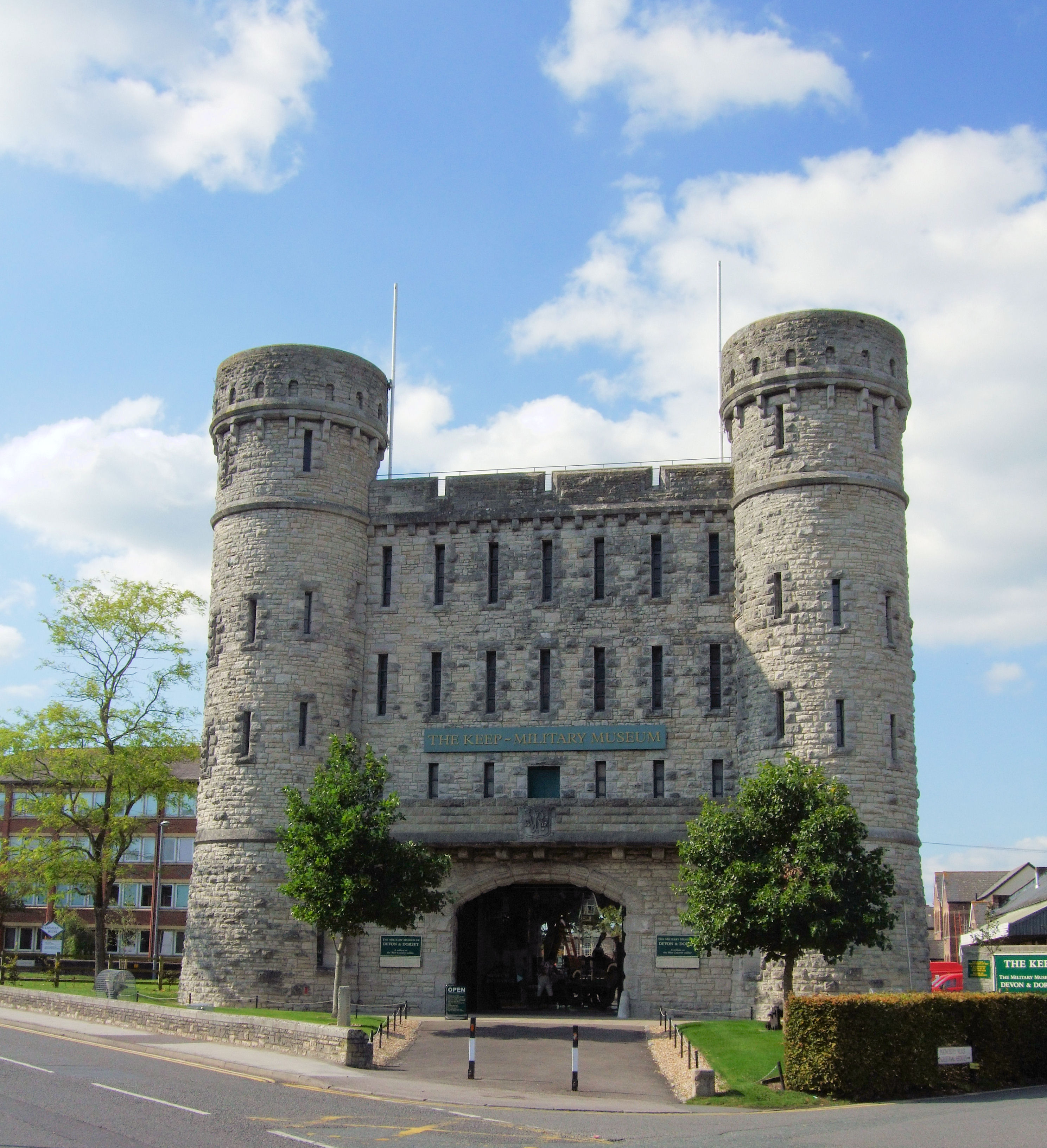
ドーチェスターにあるキープ軍事博物館

主に農村部からなる地方のため、ほかのより人口規模の大きい地域に比べれば文化的基盤に乏しい。主なコンサートホールや劇場としてはプールのライトハウス芸術センター、ボーンマスのボーンマス国際センターやパビリオン・シアター、O2アカデミー、ウェイマスのパビリオン劇場などがある。1893年設立のボーンマス交響楽団は、プールを拠点に活動している。
州内には30以上の総合および専門博物館がある。ドーチェスターにあるドーセット博物館（旧ドーセット・カウンティ博物館）は1846年の設立で、州内の歴史や環境に関する幅広いコレクションを展示している。ボビントンには、世界30か国の戦車・装甲車300台以上を所蔵するボービントン戦車博物館がある。そのほかの博物館としてキープ・ミリタリー博物館（ドーチェスター）、ラッセル＝コーツ博物館（ボーンマス）、チャーマス・ヘリテージ・コースト・センター、プール博物館、ポートランド博物館、ウェアハム・タウン博物館などがある。
州内には190か所の保全地区、1500以上の指定記念物、30か所以上の指定公園・庭園、12,850か所の指定建築物が存在する。このうち、第一級指定建築物にはヘンリー8世によって築かれたポートランド城や1000年以上の歴史があるコーフ城、ヒストリック・イングランドによって「ブリテン島で見られる唯一のローマ時代のタウンハウス」と形容された古代ローマ時代の廃墟、チューダー朝時代のマナーハウスであるアセルハンプトン、シトー会の修道院を転用した風格のある邸宅のフォード・アビー、イングランドで最も長い教会であるクライストチャーチ小修道院、逆に最も小さい教会のひとつであるセント・エドウォルズ教会などがある。

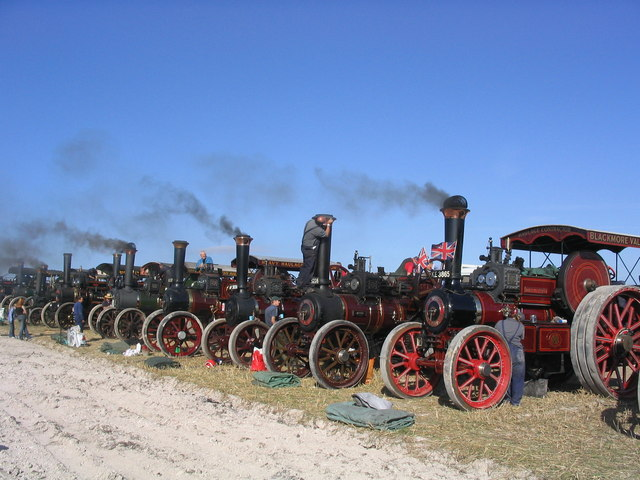
グレート・ドーセット・スチーム・フェアで展示されているトラクションエンジン

ドーセットでは催し物も盛んに行われる。ブランドフォード郊外で開催されるグレート・ドーセット・スチーム・フェアは、その種のイベントとしては欧州最大規模である。ボーンマス航空祭は無料の航空ショーで、2009年には130万人が来場した。スピリット・オブ・ザ・シーズはウェイマスとポートランドで開かれる海をテーマにした祭りで、スポーツや文化関連の出し物がある。ドーセット・カウンティ・ショーは1841年にはじまった農業関連のお祭りで、2日間にわたり地元産の乳製品や家畜が展示され、5万5000人ほどが訪れる。インサイド・アウト・ドーセットは隔年で開催される野外芸術祭で、ドーセット各地の農村部や都市部を会場とする。クライストチャーチやウィムバーンといった町で催される小規模な民族音楽のお祭りに加えて、キャンプ・ベスティバル、エンド・オブ・ザ・ロード、ラーマー・ツリー・フェスティバルといった音楽祭も開催される。
ドーセットで唯一のプロサッカークラブは、プレミアリーグに所属するAFCボーンマスである。このほか、セミプロのクラブとしてドーチェスター・タウンFC、プール・タウンFC、ウェイマスFCが挙げられる。クリケットでは、ドーセット・カウンティ・クリケット・クラブがボーンマスのディーン・パーク・クリケット場を本拠地として、マイナー・カウンティーズ・クリケット・チャンピオンシップでプレイしている。プール・スタジアムはスピードウェイのプール・パイレーツの本拠地で、またグレイハウンド犬の競走大会が定期的に開催される。イギリス海峡に面した海岸部はウェイマスやプールの湾に囲まれて波穏やかであるため、ウォータースポーツ（セーリング、ボート、ウィンドサーフィン、パワーボート、カヤック）が盛んである。ウェイマス・アンド・ポートランド・ナショナル・セーリング・アカデミーは、2012年ロンドンオリンピックおよびロンドンパラリンピックのセーリング競技の開催地となった。

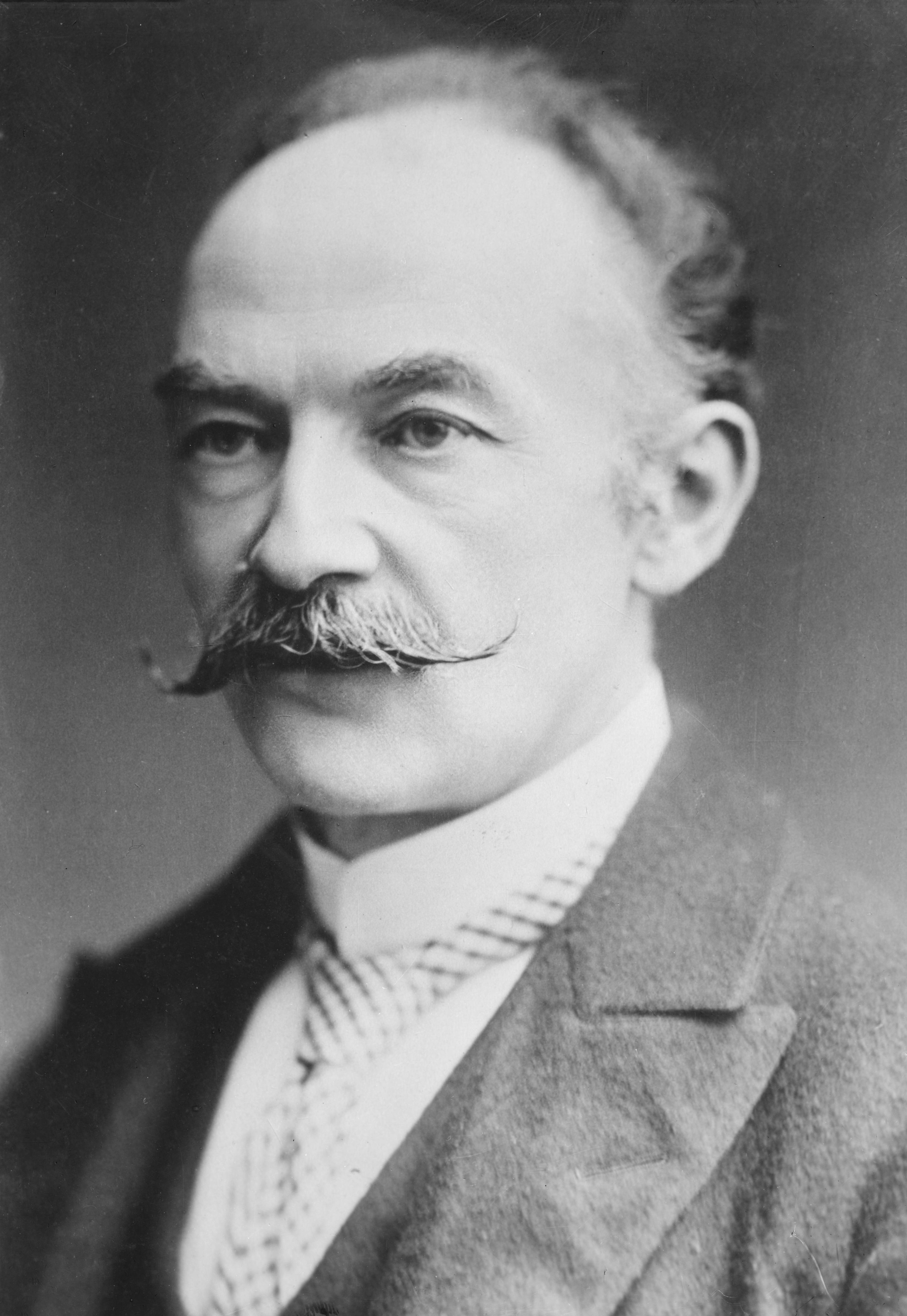
トーマス・ハーディ

文学では、小説家で詩人のトーマス・ハーディの出身地として知られる。ハーディはその小説において、サウス・ウェセックスという地名で州内各地を描いている。ドーチェスターの東のハイアー・ボックハンプトンにあるトーマス・ハーディーの別荘と、ドーチェスターの彼の旧宅マックス・ゲートは、いずれもナショナル・トラストが所有している。ドーセット出身または居を構えた作家としてはほかに、『銀河ヒッチハイク・ガイド』の作者ダグラス・アダムズ、スパイ小説のジョン・ル・カレ、Wiltのトム・シャープ、『フランス軍中尉の女』のジョン・ファウルズなどが挙げられる。T・F・ポーウィズはチャルドン・ヘリングに20年以上にわたって在住し、Mr. Weston's Good Wineのフォリー・ダウン村のモデルとした。その兄ジョン・カウパー・ポーウィズも、Maiden CastleやWeymouth Sandsといった一連の作品でドーセットを舞台としている。児童文学作家イニッド・ブライトンも、ドーセットに着想を得た作品を多く著わした。19世紀の詩人ウィリアム・バーンズはバグバー出身で、ドーセット方言を用いて多くの詩をつくった。古ノルド語や古ザクセン語を起源とするドーセット方言はブラックモア・ヴェイル地域で広く通用していたが、今日では使われていない。

ドーセットの旗

ドーセット・クロスやセント・ワイツ・クロスとして知られるドーセットの旗は2008年、ドーセット・カウンティ・カウンシルによるコンペの結果制定された。採用されたデザインは金地に赤く縁取られた白い十字架をあしらったもので、54パーセントの得票を集めた。この3色はいずれもカウンティ・カウンシルの紋章に使用されている色で、赤と白にはイングランドの旗を称える意味も込められている。金色はドーセットの砂浜とゴールデン・キャップやゴールド・ヒルといったドーセットの名所をあらわしている。中世ドーセットを支配したウェセックス王国のシンボル、ウェセックス・ドラゴンや、近代のドーセット連隊の徽章も金色であった。